# Rochuskapelle (Hauset)

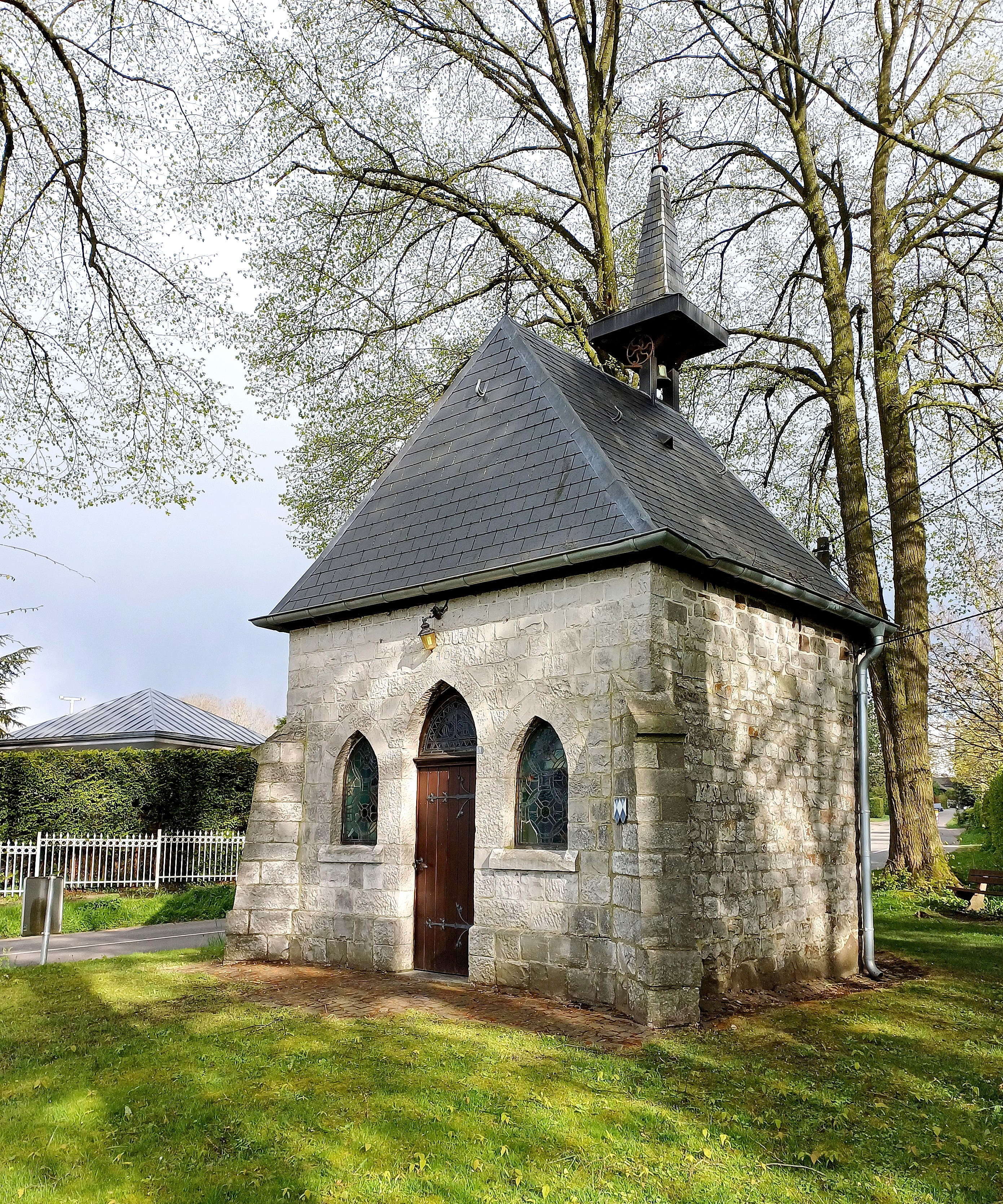
Rochuskapelle

Die Rochuskapelle in Hauset, einem Ortsteil von Raeren, Ostbelgien, ist eine zu Beginn des 18. Jahrhunderts erbaute Kapelle, die dem heiligen Rochus von Montpellier, dem Schutzpatron der Pestkranken, geweiht worden war. Sie gehört seit 1993 zur Pfarrgemeinde und steht seitdem unter Denkmalschutz.

## Geschichte
Die Erbauung der Kapelle fand in einer Zeit statt, in der das Gebiet unter der Regierung der katholisch geprägten Spanischen Niederlande stand. Nach einer der vielen Pestepidemien in dieser Gegend bestand bei den Anwohnern der Wunsch, eine Kapelle zu erbauen, um dort für den Schutz vor Ansteckung beten zu können. Der genaue Zeitpunkt der Erbauung lässt sich nicht mehr nachvollziehen, die Einweihung eines Glöckchens im Jahr 1707 für „Hoset in der Pfarre Eynatten“, wozu Hauset seit 1676 gehörte, lässt jedoch auf eine Zeit um die Jahrhundertwende schließen. Der Bau wurde auf den Scherbenhalden einer vormaligen Töpferei errichtet, die im Ort seit 1470 erwähnt, jedoch seit dem 16. Jahrhundert nicht mehr betrieben wurde.
Im Jahr 1899 erhielt die Kapelle durch den Aachener Architekten Johann Peter Radermacher eine grundlegende Neugestaltung und eine neue Westfassade im neugotischen Stil. Zum Abschluss dieser Baumaßnahmen wurden in der unmittelbaren Umgebung dreizehn Linden gepflanzt, die größtenteils erhalten geblieben sind. Im Jahr 1969 erhielt die Kapelle eine neue Eingangstür und zehn Jahre später fand eine umfassende Innensanierung statt, bei der unter anderem neue  Klinkersteine an den Innenwänden angebracht wurden.

## Baubeschreibung

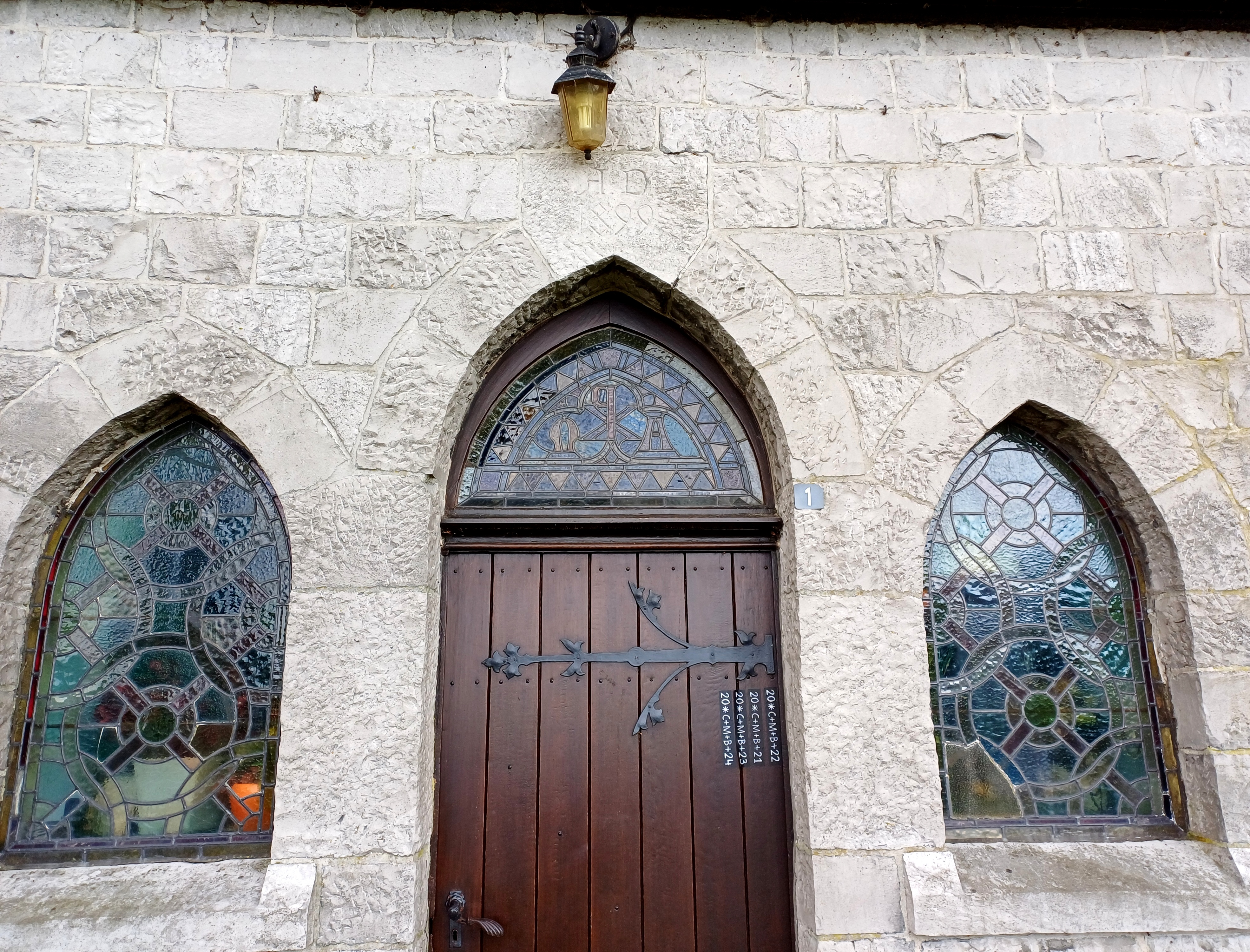
Eingangsbereich mit Schlussstein
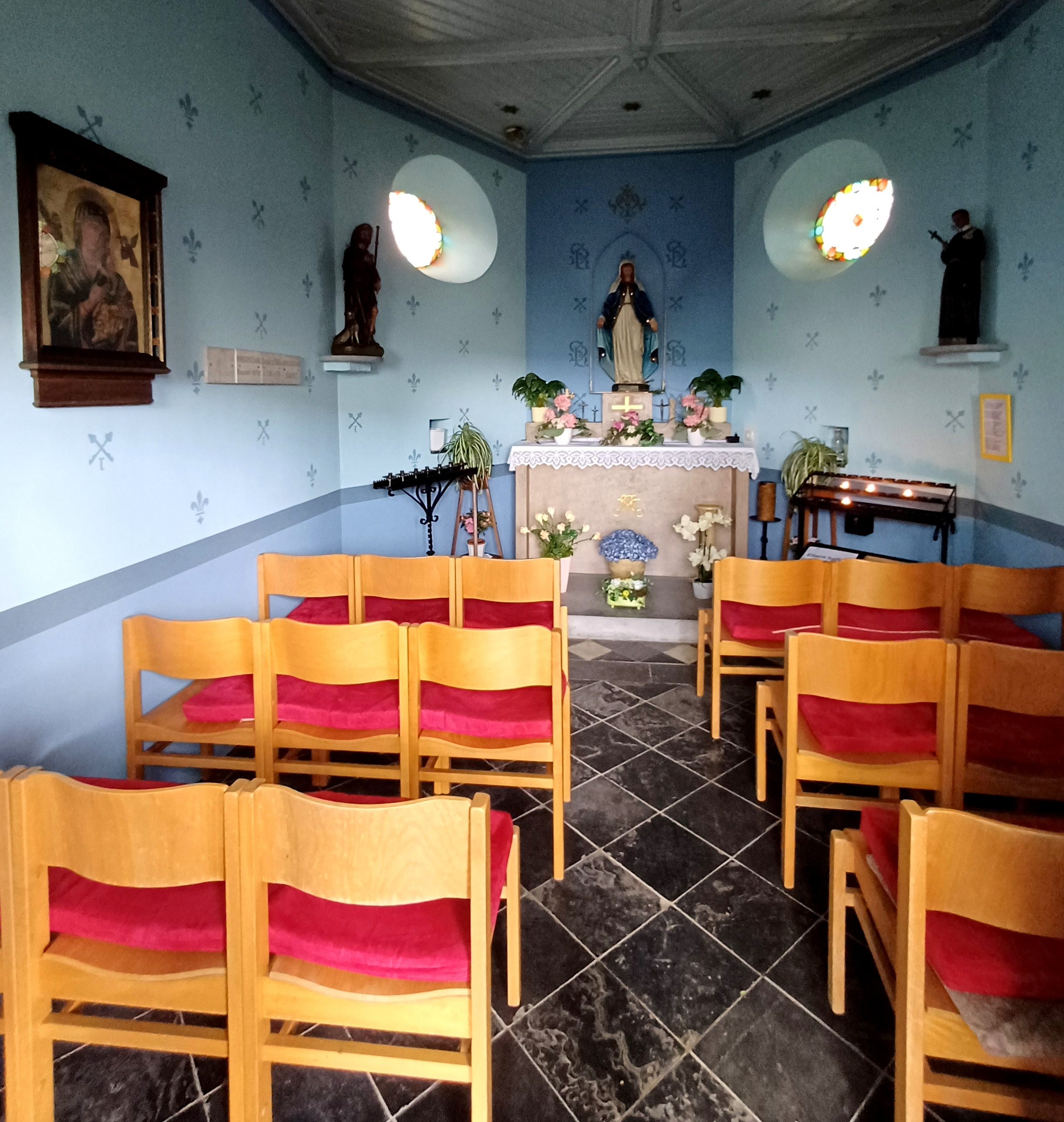
Innenansicht

Der Kapellenbau besteht aus einem fast rechteckigen Grundriss, dem an der Ostseite eine dreiseitige Apsis für den Altarraum angeschlossen ist. Das Gebäude ist mit Blausteinfassaden versehen und wird von einem Walmdach in Schieferbauweise gedeckt. Im hinteren Bereich des Daches am Übergang zur Apsis befindet sich auf zwei kurzen Stelzen ein kleines viereckiges Glockentürmchen, das zur Aufhängung der freiliegenden Glocke dient. Der Aufbau ist mit einem Spitzdach versehen, auf dem ein schmiedeeisernes Kreuz angebracht ist.
In der dreiachsigen gotischen Eingangsfassade, die an ihren Ecken mit Strebewerken gestützt wird, ist mittig die spitzbogige Eingangstür angebracht, über der im Schlussstein die Jahreszahl „A.D.1899“ eingraviert ist. Seitlich der Tür befinden sich noch je ein Spitzbogenfenster und an der Schrägseite der Apsis ein großes querliegendes Ochsenauge mit vier Keilsteinen; alle Fenster sind ausgestattet mit verziertem Bleiglas.
Im Inneren wurde bei der Restaurierung in den Jahren 1899/1900 vier neue Sitzbänke aufgestellt sowie die Statue vom hl. Gerhard Majella und die Statue „Unsere liebe Frau von der immerwährenden Hilfe“ aufgestellt und letztere mit einem spitzbogigen Lichterrahmen umgeben. Das dazu gehörende Bild von der immerwährenden Hilfe wurde am 15. August 1900 aufgehängt und gesegnet. Die namensgebende Statue des hl. Rochus stammt aus der Rochuskirche in Hauset und ist ein 1980 aufgestellter und vor 1910 angefertigter Ersatz für die Originalfigur aus dem 18. Jahrhundert, die am 10. September 1974 gestohlen worden war.